# 措多乡
措多乡，是中华人民共和国西藏自治区那曲市嘉黎县下辖的一个乡镇级行政单位。

## 行政区划
措多乡下辖以下地区：
热须村、扎纳村、弄竹角村、尼玛隆村、岗嘎竹角村、多奇吾村、杂姆拉布村、勒央恰村、洒如朵村、错果村、那布村、嘎当村、亩迟勤村、古塘村和杂鲁勒村。